# Röster i vinden
Röster i vinden är en samling tidiga science fiction och fantasy-noveller av Ursula K. Le Guin. Dessa noveller hade tidigare publicerats i olika sammanhang. Varje novell föregås av en introduktion av författaren.
De flesta novellerna är översatta till svenska av Ninnan och Maud Loman i; om inte så anges översättaren nedan. Den svenska novellsamlingen kom 1983.

## Noveller
- Semleys gåva - utspelar sig i Hain-världen
- Paris i april
- Mästarna
- Mörker
- Ordet som förlöser - utspelar sig i Övärlden
- Namnets makt - utspelar sig i Övärlden
- Kung av Vinter - utspelar sig i Hain-världen
- En tripp och retur
- Nio liv
- Ting
- Till det innersta
- Sakta mot gränslöshet
- Stjärnorna under oss
- Synfältet
- På väg
- De som lämnar Omelas - översättning Inger Edelfeldt
- Dagen före revolutionen - översättning Mats Dannewitz Linder, utspelar sig i Hain-världen